# فيلاور
بلدية فيلاور (بالإسبانية: Vilahur) هي بلدية تقع في مقاطعة جرندة التابعة لمنطقة كتالونيا شمال شرق إسبانيا.

## الديموغرافيا
بلغ عدد سكان بلدية فيلاور 149 نسمة عام 2011 (وفقاً للمعهد الوطني الإسباني للإحصاء).
| 117 | 115 | 123 | 140 | 142 | 146 | 149 |